# René Barrientos Ortuño
René Barrientos Ortuño, bolivijski general, * 30. maj 1919, † 27. april 1969.
Bil je predsednik Bolivije leta 1966.